# Igor Kornějev
Igor Vladimirovič Kornějev (rusky Игорь Владимирович Корнеев, * 4. září 1967, Moskva, Sovětský svaz) je bývalý ruský fotbalový záložník. Účastník Mistrovství Evropy 1992 a Mistrovství světa 1994. Za rok 1991 získal ocenění „Fotbalista roku“ v Rusku podle novin Sport-Express. Byl to brilantní driblér oplývající rychlostí a kvalitní střelbou. Mimo Ruska (resp. SSSR) hrál ve Španělsku a v Nizozemsku.
Má ruské i nizozemské občanství. V sezoně 2013/14 pracoval jako poradce v klubu SK Slavia Praha.

## Klubová kariéra
Igor Kornějev začínal s fotbalem ve Spartaku Moskva. Poté působil v klubech CSKA Moskva, RCD Espanyol, FC Barcelona, SC Heerenveen, Feyenoord a NAC Breda, kde v roce 2003 ukončil aktivní hráčskou kariéru. S CSKA Moskva a Feyenoordem získal po jednom ligovém titulu.

## Reprezentační kariéra
Kornějev reprezentoval Sovětský svaz (SSSR), Společenství nezávislých států (SNS) a Rusko. V součtu odehrál 14 reprezentačních zápasů a vstřelil 3 góly.
Zúčastnil se Mistrovství Evropy 1992 ve Švédsku (SNS skončilo se 2 body na posledním čtvrtém místě základní skupiny B) a Mistrovství světa 1994 v USA (kde Rusko skončilo se 3 body na nepostupovém třetím místě základní skupiny B).

## Trenérská a manažerská kariéra
V letech 2004–2006 pracoval ve Feyenoordu jako trenér mládeže. Od roku 2006 do roku 2010 byl asistentem nizozemského trenéra Guuse Hiddinka u ruského národního týmu. Poté byl technickým ředitelem v Zenitu Petrohrad. Od počátku roku 2014 do konce sezony pracoval jako poradce v českém klubu SK Slavia Praha.